# 206 & Thinkers
206 & Thinkers es una banda de doom metal originaria de China formada en 1999 por Wang Xing como vocalista, Wang Jun y Tian Peng en las guitarras, Cheng Cheng en el bajo, Xu Hang en la batería y Yue Xu Hong en los teclados. El sonido de la banda podría incluirse dentro de lo que es el Atmospheric Doom y Black/Doom muy al estilo de los primeros discos de la banda Dolorian.
El nombre real de la banda es 206 Yu Si Xiang Zhe que en inglés significa 206 and Thinkerspor lo que se usa comúnmente el nombre occidental. Tienen dos producciones hasta el momento: The Azrael and Destiny (Demo, 2003) y Lost Eternal (Álbum completo, 2005).